# Coaxcomac
Coaxcomac är en ort i Mexiko.   Den ligger i kommunen Xochitepec och delstaten Morelos, i den sydöstra delen av landet, 80 km söder om huvudstaden Mexico City. Coaxcomac ligger 1 134 meter över havet och antalet invånare är 233.
Terrängen runt Coaxcomac är platt åt sydost, men åt nordväst är den kuperad. Terrängen runt Coaxcomac sluttar söderut. Runt Coaxcomac är det ganska tätbefolkat, med 120 invånare per kvadratkilometer. Närmaste större samhälle är Cuernavaca, 18,8 km norr om Coaxcomac. I omgivningarna runt Coaxcomac växer huvudsakligen savannskog.